# Stav (småort)
Stav är en  bebyggelse och tidigare småort i Ekerö kommun, Stockholms län belägen på nordvästra Färingsö i Färentuna socken. 2015 uppgick området i tätorten Kungsberga.